# Frank-Jürgen Richter
Frank-Jürgen Richter (Karlsruhe, 1967) è un imprenditore ed economista tedesco.
Consulente economico e commentatore, è conosciuto principalmente come presidente e fondatore di Horasis e del Horasis Global Meeting, nonché come ex direttore per l'Asia del World Economic Forum.

## Biografia
Dopo la laurea in ingegneria industriale presso l'Università di Karlsruhe (ora facente parte del Karlsruhe Institute of Technology) e soggiorni accademici in Francia e Messico, Richter ha proseguito con studi di dottorato presso l'Università di Tsukuba e ha conseguito il dottorato presso l'Università di Stoccarda.
Dal 1996 al 2000 ha vissuto e lavorato in Asia, dove ha sviluppato e gestito le operazioni asiatiche di una multinazionale europea, per poi diventare direttore per l'Asia del Forum economico mondiale dal 2001 al 2004.  Dopo la fondazione di Horasis nel 2005, è diventato un ricercatore, commentatore e un frequente viaggiatore internazionale, impegnandosi nella direzione dei Business Meetings annuali.

## Carriera
Nel 2005, Richter ha fondato Horasis, un think tank indipendente riguardante gli aspetti globali dell'economia e della società.  Richter collabora con uomini d'affari, politici e intellettuali.     Assiste governi e organizzazioni del settore privato su argomenti quali la globalizzazione, il commercio e lo sviluppo sostenibile.  
Richter è membro dell'Advisory Board sulla impact leadership della Università di Cambridge e della Cheung Kong Graduate School of Business. 

## Pubblicazioni
Richter è un frequente oratore pubblico.   È autore e curatore di 37 libri e numerosi articoli sulla strategia globale ed affari asiatici,      che trattano argomenti come l'ambiente imprenditoriale asiatico e il modo in cui le aziende si sono riprese dalla crisi asiatica del 1998. I suoi articoli sono apparsi sulla stampa finanziaria e regionale, come ad esempio sul New York Times.
Ha tenuto discorsi presso la Brookings Institution, la Harvard University, la Beijing University, la National Research University Higher School of Economics di Mosca, il Royal Institute of International Affairs e a diversi eventi aziendali.  È stato intervistato da diverse pubblicazioni ed è apparso su CNN, BBC, CNBC, CCTV (China Central Television) e The Voice of America (VOA).   

## Riconoscimenti
Nel 2016 Richter ha ricevuto dalla Priyadarshini Academy il premio Harish Mahindra Memorial Global Award per Contributi Eccezionali all'Economia Globale.